# Atsuta (Automarke)
Atsuta (jap. アツタ号, Atsuta-gō) war eine japanische Automarke.

## Markengeschichte
Das Unternehmen Nippon Sharyō Seizō (engl. Japan Wheel bzw. Japan Atsuta Wheel Co. Ltd.) aus Atsuta, Nagoya gilt als der Hersteller. Den Motor lieferte die Maschinenfabrik Ōkuma (大隈鉄工所, Ōkuma Tekkōjo). Weiter waren Aichi Tokei Denki (愛知時計電機) und Okamoto Jidensha (岡本自転車) beteiligt.
Die Produktion von Automobilen begann laut Herstellerangabe 1932 bzw. mehrerer anderer Quellen von 1933 bis 1934. Andere Quellen nennen davon abweichend den März 1932 oder Ende 1932 als Monat der Fertigstellung. Ein Buch, das sich speziell mit japanischen Autos beschäftigt, gibt 1932 sowohl für den Produktions- als auch für den Vermarktungsbeginn an. Der Markenname lautete Atsuta. Einer der Mitarbeiter war Takatoshi Kan, der später zu Toyota wechselte. Zunächst entstanden zwei Fahrzeuge. Die beteiligten Unternehmen waren uneinig über die Verteilung der Kosten und der Vorbereitung der Produktion, sodass Nippon Sharyō Seizō alleine bis 1937 weitere 40 Fahrzeuge fertigte. Eine andere Quelle nennt insgesamt etwa 40 Fahrzeuge bis zur Einstellung 1937.

## Fahrzeuge
Das einzige Modell war eine große Limousine. Die Fahrzeuge ähnelten den damaligen Modellen von Nash Motors. Der wassergekühlte Achtzylindermotor leistete aus 3940 cm³ Hubraum 85 PS.
Eine andere Quelle gibt exakt 3933 cm³ Hubraum an und bestätigt die Motorleistung. Der Antrieb erfolgte konventionell mit einem Frontmotor und Hinterradantrieb. Die erste Ausführung der Limousine gab es von 1932 bis 1934 und die zweite von 1934 bis 1935. Das Fahrzeug war 485 cm lang. Außerdem gab es von 1933 bis 1935 einen viertürigen Tourenwagen mit dem gleichen Motor.
Eine nachfolgende Quelle gibt an, dass beide Aufbauten bis 1937 hergestellt wurden.